# بارتالولا
بلدية بارتالولا (بالإسبانية: Partaloa)‏, هي بلدية تقع في مقاطعة المرية. جنوب شرق إسبانيا. يبلغ عدد سكانها 611 نسمة.

## وصلات خارجية
- (بالإسبانية)